# 山下真実子
山下 真実子（やました まみこ、1985年1月18日 - ）は、日本の女優、モデル。バイツ所属。岡山県出身。

## 人物
- 趣味は読書、箏。特技は三味線、サックス。

## 出演作品

### テレビドラマ
- 女帝 薫子（2010年、テレビ朝日）
- 世にも奇妙な物語 2012年 秋の特別編『蛇口』（2012年10月6日、フジテレビ） - 部下 役
- 家族のうた（2012年、フジテレビ）
- TEAM -警視庁特別犯罪捜査本部- 第4話（2014年5月7日、テレビ朝日） - 山口里美 役

### 映画
- 蒼い夕暮れ、遠い空（2012年、岡本直樹監督）
- 霧の中の分娩室（2013年、桝井大地監督）
- まぼろし（2015年、山下洋助監督）
- 血まみれスケバンチェーンソー（2016年、山口ヒロキ監督）

### 配信映画
- 犬（2023年配信予定、中川奈月監督）[2]